# Пуэрто-Эскондидо (Колумбия)
Пуэрто-Эскондидо (исп. Puerto Escondido) — город и муниципалитет на севере Колумбии, на территории департамента Кордова.

## История
Поселение, из которого позднее вырос город, было основано в 1854 году. Муниципалитет Пуэрто-Эскондидо был выделен в отдельную административную единицу в 1961 году.

## Географическое положение
Город расположен в северной части департамента, на побережье Карибского моря, на расстоянии приблизительно 48 километров к северо-западу от города Монтерии, административного центра департамента. Абсолютная высота — 9 метров над уровнем моря.
Муниципалитет Пуэрто-Эскондидо граничит на юго-западе и юге с территорией муниципалитета Лос-Кордовас, на юго-востоке — с муниципалитетом Монтерия, на востоке — с муниципалитетом Сан-Пелайо, на северо-востоке — с муниципалитетом Лорика, на севере — с муниципалитетом Моньитос, на северо-западе и западе омывается водами Карибского моря. Площадь муниципалитета составляет 423,2 км².

## Население
По данным Национального административного департамента статистики Колумбии, совокупная численность населения города и муниципалитета в 2015 году составляла 29 141 человек.
Динамика численности населения муниципалитета по годам:
| 2005   | 2006   | 2007   | 2008   | 2009   | 2010   | 2011   | 2012   | 2013   | 2014   | 2015   |
| ------ | ------ | ------ | ------ | ------ | ------ | ------ | ------ | ------ | ------ | ------ |
| 21 786 | 22 400 | 23 046 | 23 711 | 24 410 | 25 120 | 25 881 | 26 652 | 27 462 | 28 296 | 29 141 |

Согласно данным переписи 2005 года мужчины составляли 53,3 % от населения Пуэрто-Эскондидо, женщины — соответственно 46,7 %. В расовом отношении негры, мулаты и райсальцы составляли 83,2 % от населения города; белые и метисы — 10,5 %; индейцы — 6,3 %.
Уровень грамотности среди всего населения составлял 78,4 %.

## Экономика
Основу экономики Пуэрто-Эскондидо составляет сельское хозяйство.
59 % от общего числа городских и муниципальных предприятий составляют предприятия торговой сферы, 35,5 % — предприятия сферы обслуживания, 4,8 % — промышленные предприятия, 0,7 % — предприятия иных отраслей экономики.